# クウォブツク
クウォブツク（ポーランド語:Kłobuck [ˈkwɔbut͡sk]、ドイツ語:Klobutzko）は、南部ポーランドシロンスク県クウォブツク郡にある、2019年の統計で人口12,934人の都市。チェンストホヴァの北西15kmに位置する。クウォブツク郡の郡都。第二次世界大戦以前はユダヤ人が2000人ほどいたが、ホロコーストによってほとんどが殺害された。

## 交通
ヴィエルニやチェンストホヴァからのポーランド国道43号線が主要道路である。

## 姉妹都市
- コーロステニ（ウクライナ）
- モストィーシカ(en)（ウクライナ）
- Štúrovo(en)（スロバキア）

## ギャラリー

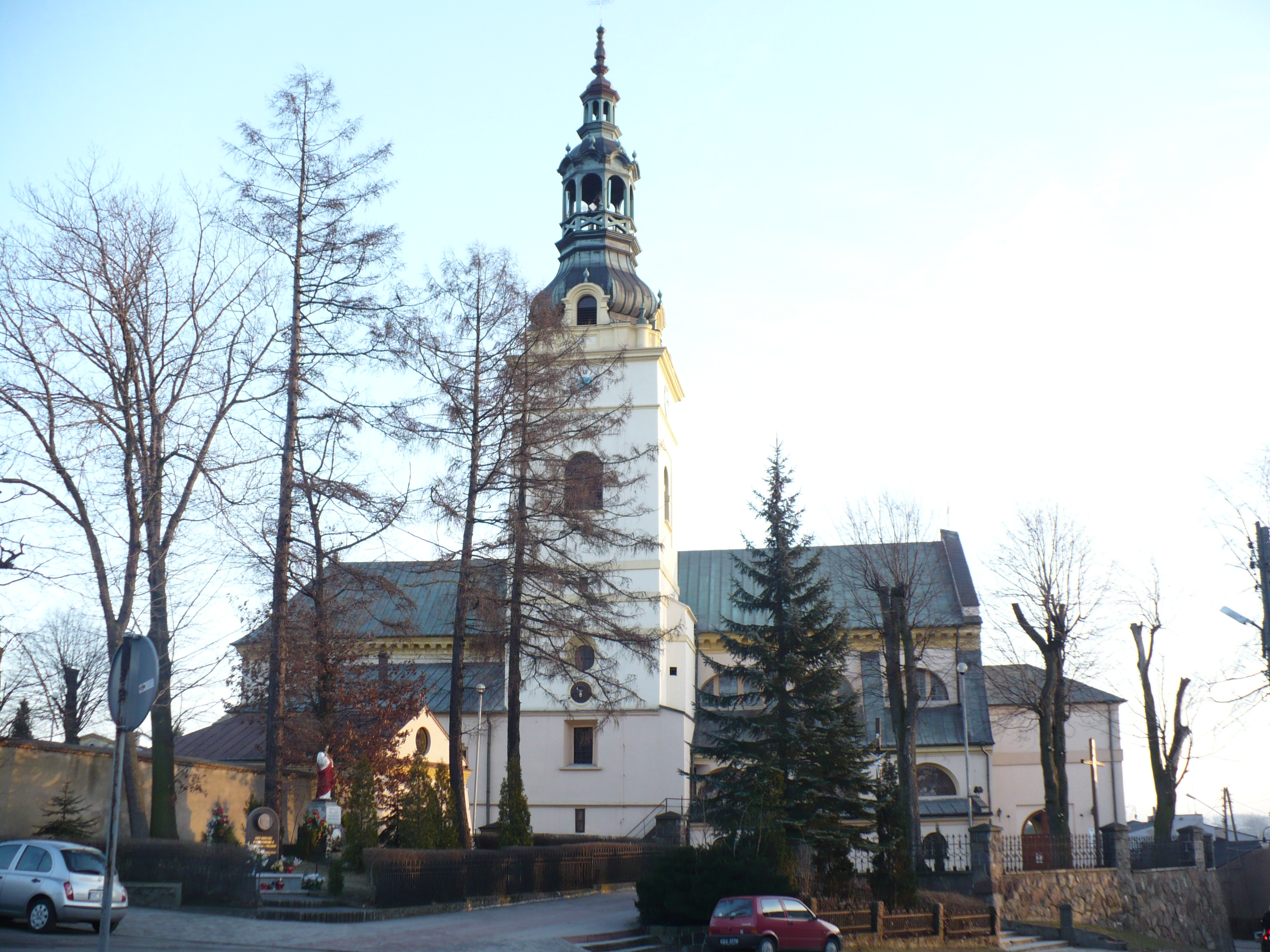
クウォブツクの教会
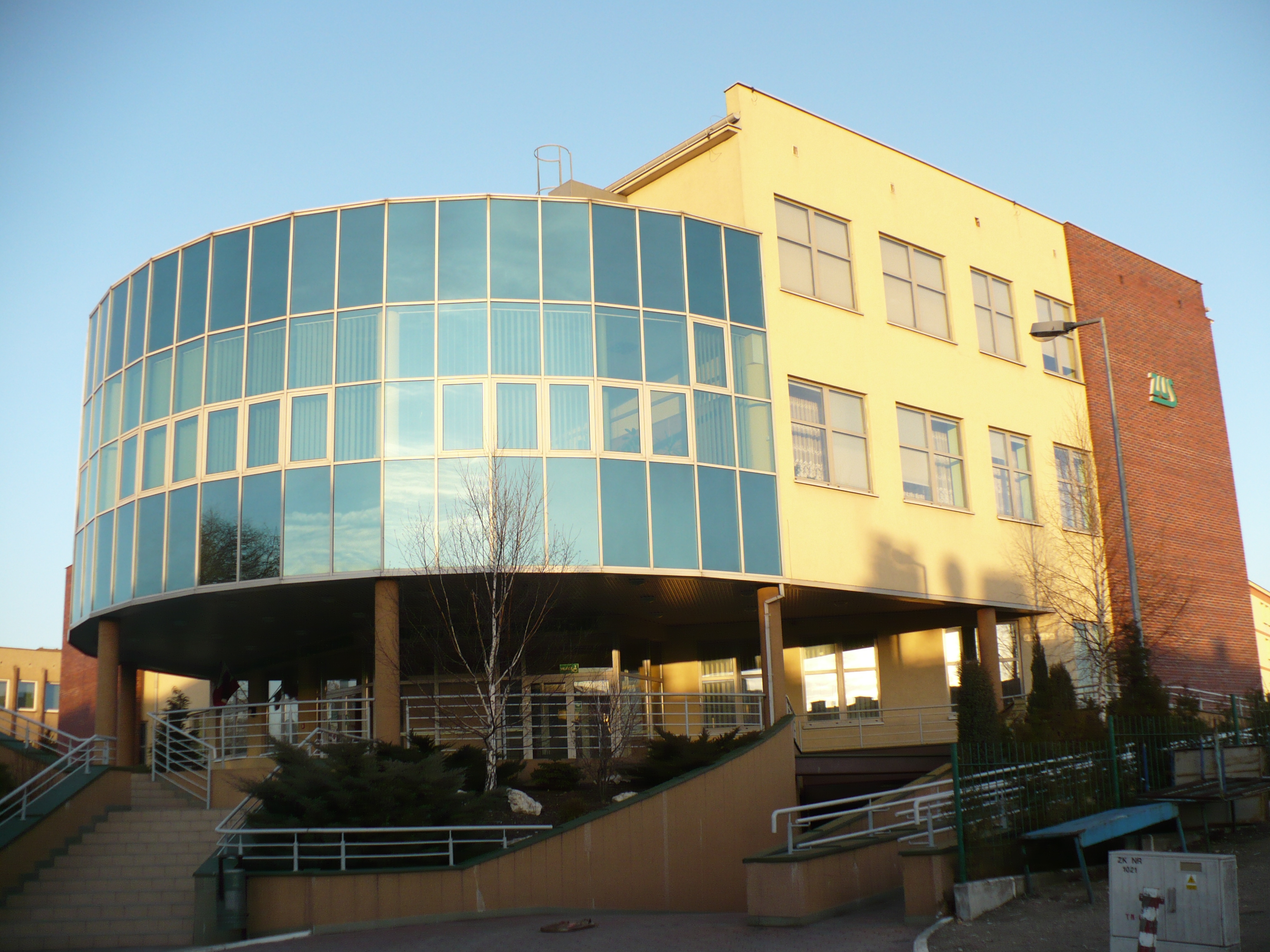
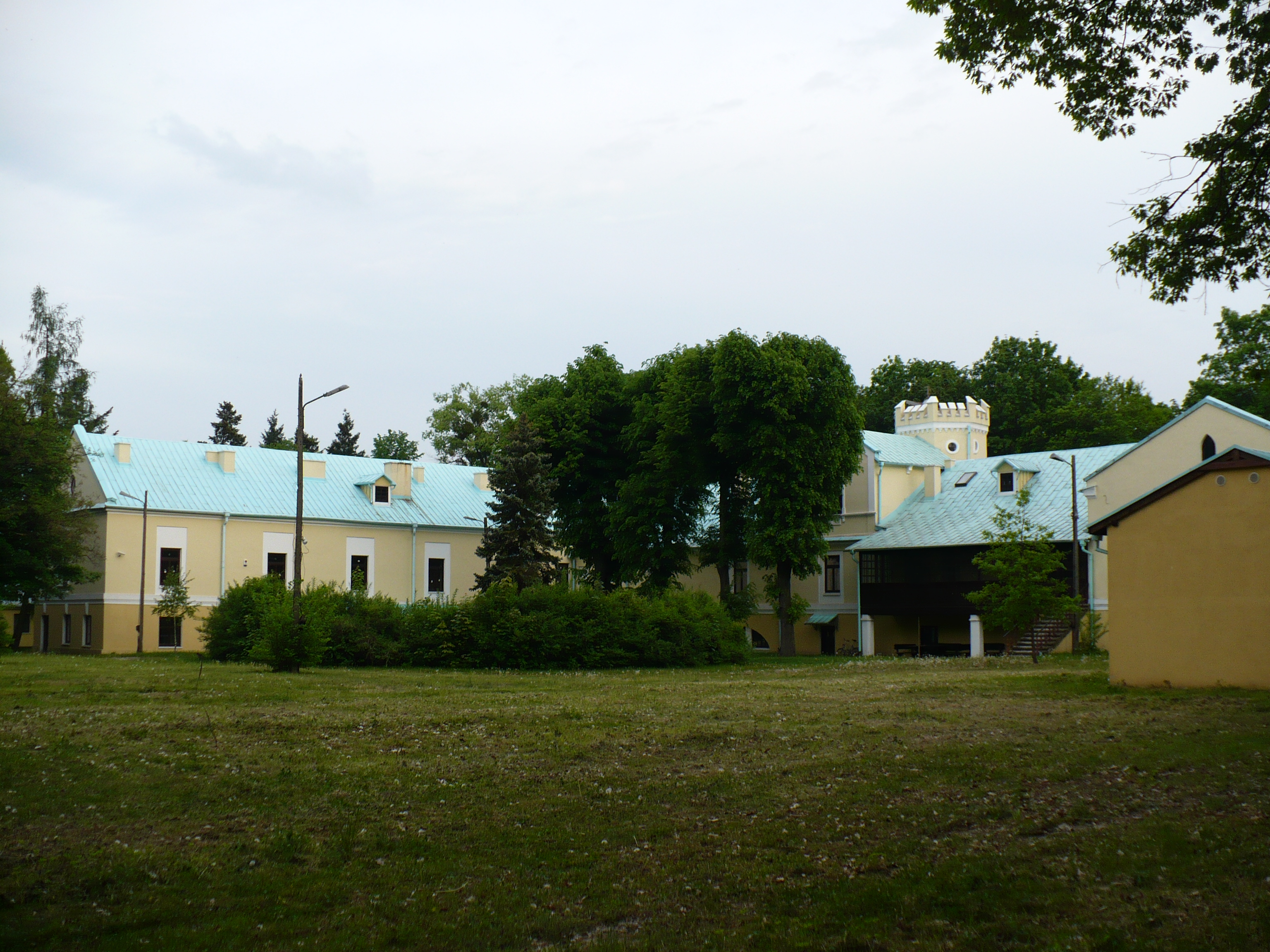
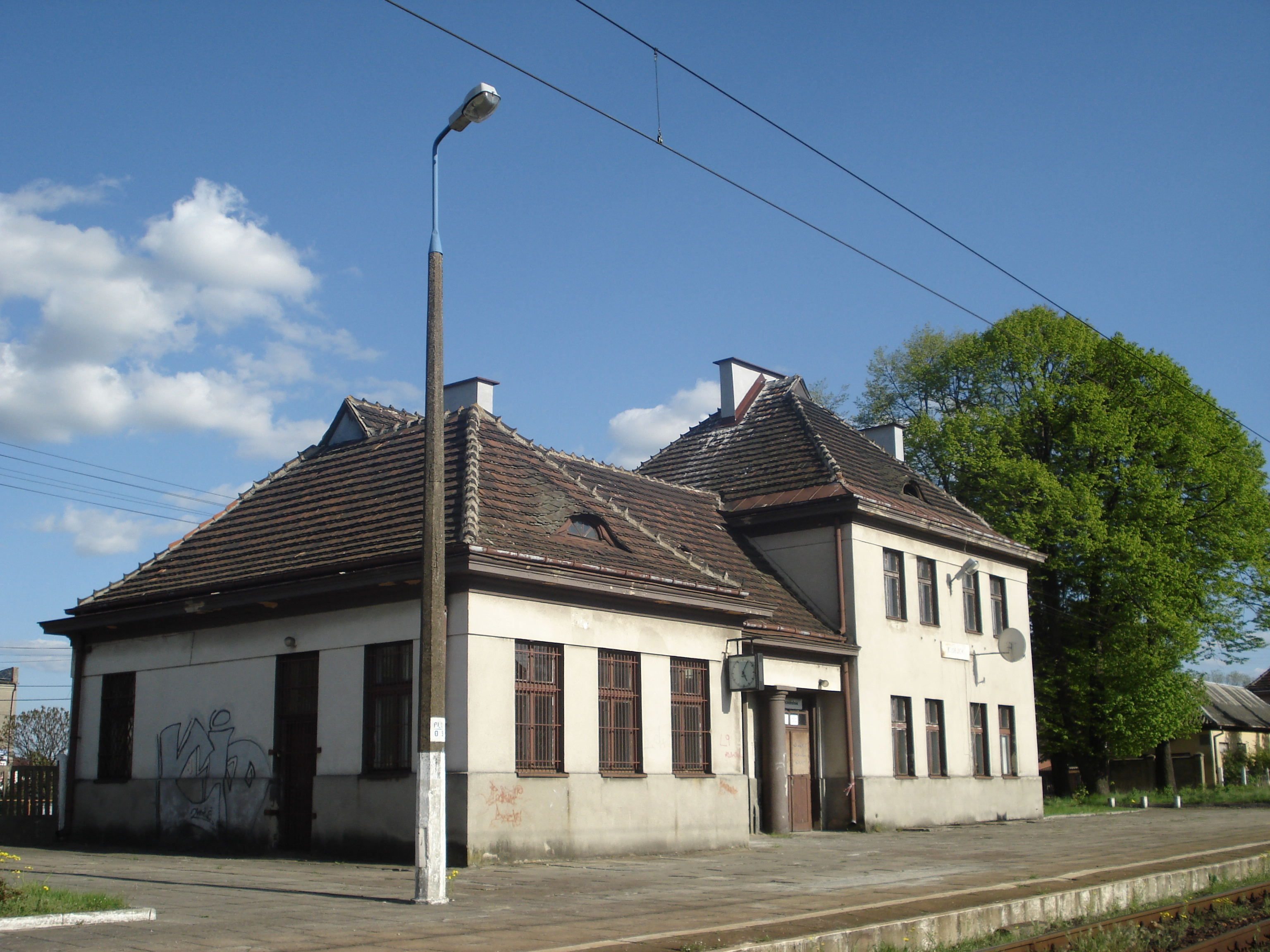